# کمیته حقوق کودک
کمیته حقوق کودک (انگلیسی: Committee on the Rights of the Child) (CRC) یک عضو از کارشناسان مستقل است که از سوی دولت‌هایی که این کنوانسیون را تصویب می‌کنند، نظارت و گزارش مربوط به اجرای کنوانسیون حقوق کودک را به سازمان ملل متحد ارائه می‌دهد.
این کمیته در تاریخ ۲۷ فوریه ۱۹۹۱ ایجاد شد؛ که شامل ۱۸ عضو از کشورهای مختلف و سیستم‌های حقوقی است که از «موقعیت اخلاقی بالا» و متخصصین در زمینه حقوق بشر برخوردار هستند.
هرچند اعضای توسط کشورهای عضو کنوانسیون انتخاب می‌شوند ولی آنها در این کمیته به صورت شخصی عمل می‌کنند. آنها دولت‌های خود کشورها یا هر سازمان دیگری که ممکن است متعلق به آنها باشند، نمایندگی نمی‌کنند. اعضای این کمیته به مدت چهار سال انتخاب می‌شوند و اگر نامزد شوند، مجدداً انتخاب خواهند شد.